# Spoorlijn Maribo - Torrig
De spoorlijn Maribo - Torrig (Deens: Maribo Torrig Jernbane) was een lokale spoorlijn op het eiland Lolland in Denemarken.

## Geschiedenis
Op 10 maart 1919 werd de concessie verleend voor de aanleg van de spoorlijn. Op 12 april 1924 werd de lijn geopend door de Maribo Torrig Jernbane (MTJ). Veel succes heeft de lijn niet gekend, mede door het tracé dat door relatief dunbevolkt gebied liep werd de spoorlijn alweer na 17 jaar gesloten.

## Huidige toestand
Thans is de volledige lijn opgebroken.